# Corypheae
Classification APG IV (2016)
Tribu
Genres de rang inférieur
- Corypha

Les Corypheae sont une tribu de plantes de la sous-famille des Coryphoideae dans la famille des  Arecaceae (palmiers). Dans les classifications précédentes, cette tribu contenait aussi quatre sous-tribus : Coryphinea, Livistoninae, Thrinacinae et Sabalinae , mais les études phylogéniques récentes ont modifié sensiblement cette en transférant  ces sous-tribus dans d’autres tribus (respectivement ;Chuniophoeniceae, Trachycarpeae, Cryosophileae et Sabaleae ). C’est donc une petite tribu ne contenant  maintenant  qu’un seul genre: «Corypha » ,.

## Description
Dans cette tribu, ce sont des palmiers massifs, solitaires, bien armés, hapaxanthiques (une floraison unique entrainant la mort par épuisement du sujet) ,et hermaphrodites. Tige dressée, étroitement entourée de cicatrices foliaires parfois en spirales distinctes. Feuilles indupliquées, costapalmées, marcescentes chez les individus immatures, avec tendance à s'absciser ( s’arracher en se détachant ) sous leur propre poids, vu leur énormité (une seule de ses feuilles peut abriter de la pluie plus de dix personnes sur C. umbraculifera). Les espèces de cette tribu sont des palmiers frappants en raison de leur masse. L'inflorescence terminale composée est la plus grande parmi les plantes à graines; le nombre de fleurs a été estimé à 23,9 millions (Fisher et al. 1987) .

### Répartition
L’aire d’origine de cette tribu va du sud de l'Inde et du Sri Lanka, au golfe du Bengale, et de l'Indochine à travers la Malaisie jusqu'au nord de l'Australie; distribution probablement très influencée par l'homme.